# Brachymelecta californica
Brachymelecta californica (лат.) — вид пчёл рода Brachymelecta из трибы Melectini семейства Apidae. Эндемик США (штат Невада). Пчёлы-кукушки, предположительно, паразитирующие на других видах пчёл, собирающих пыльцу и нектар. Вид был описан в 1878 году американским энтомологом Эзрой Крессоном (англ. Ezra Townsend Cresson; 1838—1926) по единственному самцу, собранному более 100 лет назад, и с тех пор не обнаруживаемый до ревизии 2021 года. Длина тела самца 9 мм. Общая окраска чёрная, ноги и частично мандибулы красновато-бурые (кроме чёрных шпор); стерниты брюшка и задние края тергитов тёмно-коричневые с белыми перевязями. Длина переднего крыла — 8 мм, ширина головы — 2,7 мм, длина головы — 2,1 мм. Передние крылья с двумя субмаргинальными ячейками (третья ячейка 1rs-m редуцирована). Усики 12-члениковые и у самцов и у самок. Редуцированное число антенномер у самцов чрезвычайно редкое явление среди надсемейства пчёл (Apoidea), у которых самцы почти 99% видов имеют по 13 сегментов. 12-члениковые усики известны только у некоторых видов среди родов  Chlerogas Vachal (Halictidae, Augochlorini), Chiasmognathus Engel (Nomadinae, Ammobatini), Neopasites Ashmead (Nomadinae, Biastini) и Holcopasites Ashmead (Nomadinae, Ammobatoidini).